# NK Croatia Đakovo
NK Croatia je  nogometni klub iz grada Đakova. 

## Povijest
NK Croatia je osnovan 1970. godine pod imenom NK Sloboda. Samo nekoliko mjeseci kasnije, 1971. godine, pod utjecajem Hrvatskog proljeća klub mijenja ime u NK Croatia. Navedena godina se službeno uzima za datum osnivanja kluba. 

Prvi predsjednik kluba bio je Stjepan Šola, a trener Pavo Šlajs. Po osnivanju klub je krenuo iz najnižeg stupnja natjecanja – Općinske lige Đakovo i do 1991. godine uspio je priječi 4 stupnja natjecanja i u sezoni 1990/91. izboriti plasman u tadašnju "HNL – Istok". Iste godine osvojen je i Kup Slavonije i Baranje, koji mu je omogućio ulazak u završnicu kupa Jugoslavije za sezonu 1991./92. u kojoj hrvatski nogometni klubovi nisu nastupili.
27. lipnja 2012. ujedinio se sa svojim rivalom Đakovom u novi klub HNK Đakovo-Croatia.

## NK Croatia u HNL-u
Tijekom prve, nabrzinu organizirane natjecateljske sezone unutar Hrvatskog nogometnog saveza, koja se odigravala u proljeće i ljeto 1992. godine, NK Croatia Đakovo se poput većine klubova s područja Slavonije nije mogla natjecati zbog ratnih zbivanja. Iste sezone, u svom prvom nastupu u natjecanju za Hrvatski nogometni kup, NK Croatia se zahvaljujući ždrijebu izravno plasirala u polufinale, gdje biva poražena od kasnijeg osvajača kupa NK Inkera iz Zaprešića. 
 
Iduće natjecateljske sezone 1992./93., NK Croatia započinje natjecanje u 3. HNL – Istok, gdje osvaja prvo mjesto i izravno se plasira u drugu HNL. Plasmanom u 2. HNL uprava kluba se posvećuje daljnjoj izgradnji i uređenju stadiona  NK Croatia, te se konačno gradi nova, natkrivena zapadna tribina. 

Iduće tri sezone NK Croatia nastupa u 2. HNL – Sjever gdje na kraju sezone jednom osvaja solidno 5. mjesto, te dvaput 8. mjesto. 

U sezoni 1996./97. NK Croatia osvaja prvo mjesto u 2. HNL – Sjever, no zbog reorganizacije natjecanja iduće sezone nastupa u novoformiranoj 2. HNL – Istok u kojoj sve do zadnjih kola vodi izjednačenu utrku za prvaka s HNK Cibalia Vinkovci i NK Belišće, no na kraju ipak posustaje i osvaja 3. mjesto. 

U naredne dvije natjecateljske sezone, klub proživljava veliku krizu te ispada prvo u 3. HNL – Istok, a zatim i u 1. županijsku ligu Osječko-baranjsku. 

U 1. županijskoj ligi NK Croatia provodi naredne četiri sezone, sve do 2003./04. kada osvaja prvo mjesto i vraća se u 3. HNL – Istok, u kojoj se natječe i danas. 

U sezoni 2005./06. NK Croatia osvaja prvo mjesto u 3. HNL – Istok, no opet joj biva uskraćena promocija u viši rang zbog ponovne reorganizacije natjecanja u HNL-u. 

Iduće dvije sezone Croatija osvaja solidno 6. mjesto, no po završetku sezone 2007./08. dolazi do velikih problema unutar samog kluba koji ostaje bez svih glavnih sponzora i cjelokupne uprave, tako da i sam opstanak kluba dolazi u pitanje. No ipak na izvanrednoj godišnjoj skupštini bira se nova uprava te se pronalaze novi sponzori tako da klub nastavlja natjecanje u 3. HNL – Istok i u sezoni 2008.09., skupa s gradskim rivalom NK Đakovo.

## Dres
Sadašnji dres NK Croatia je kombinacija plave i bijele boje. 

U početku je klub igrao u plavo-bijelo-crvenoj kombinaciji, a u sezoni 1990/91. i u "kockastoj" kombinaciji u kakvoj danas nastupa reprezentacija Hrvatske. Tijekom godina i prilikom pojedinih sezona u HNL-u igrači su, zbog raznih razloga, ponekad nastupali i u drugim kombinacijama, ovisno o financijskim mogućnostima i sponzorima kluba. 

## Navijači
Prva navijačka skupina koja počinje pratiti utakmice NK Croatia pojavljuje se 1990. godine. 
 
Sredinom 90.-ih godina NK Croatiju prati navijačka skupina pod imenom "Ekipa DJK", koja u to vrijeme prati i gradskog rivala NK Đakovo. Na domaćoj utakmici protiv NK Marsonije iz Slavonskog Broda, u proljeće 1994. godine, dolazi do ozbiljnijih navijačkih izgreda u gradu i na samom stadionu. 

Tijekom 2006. godine skupina mladića osniva novu navijačku skupinu pod nazivom "Certissa", koja djeluje i danas.

## Gradski rivali
U gradu postoji već tradicionalno rivalstvo sa starijim gradskim klubom NK Đakovo, a što se najbolje ogleda u njihovim međusobnim susretima u sezonama kada su nastupali u istom rangu. 

Pregled gradskih derbija u HNL-u:
1992./93.: NK Đakovo – NK Croatia -:-, -:- 

1994./95.: NK Đakovo – NK Croatia 2:1, -:- 

1995./96.: NK Đakovo – NK Croatia 0:2, 0:5 

1996./97.: NK Đakovo – NK Croatia 2:2, 1:5 

1997./98.: NK Đakovo – NK Croatia 2:4, 0:2 
 
2000./01.: NK Đakovo – NK Croatia 0:1, -:- 

2004./05.: NK Đakovo – NK Croatia 2:1, 0:1 

2005./06.: NK Đakovo – NK Croatia 2:0, 0:1 

2008./09.: NK Đakovo – NK Croatia 2:0, 0:1 

2009./10.: NK Đakovo – NK Croatia 2:1, 0:1 

2010./11.: NK Đakovo – NK Croatia 0:0, 2:0 

2011./12.: NK Đakovo – NK Croatia 1:0, 1:1 

2012. su se ova dva rivala spojila u jedan klub, HNK Đakovo-Croatia.

## Statistika u prvenstvima Hrvatske
| Sezona    | Rang | Liga                       | Pozicija | Utakmice | Pobjede | Neodlučeno | Porazi | Postignuti golovi | Primljeni golovi | Bodovi |
| 1992.     |      | nije igrano zbog rata      | -        | -        | -       | -          | -      | -                 | -                | -      |
| 1992./93. | 3    | 3. HNL – Istok             | 1.       | 30       | 23      | 2          | 5      | 92                | 24               | 48     |
| 1993./94. | 2    | 2. HNL – Sjever            | 5.       | 30       | 13      | 8          | 9      | 27                | 29               | 34     |
| 1994./95. | 2    | 2. HNL – Sjever            | 8.       | 30       | 13      | 3          | 14     | 43                | 44               | 39     |
| 1995./96. | 3    | 2. HNL – Sjever            | 8.       | 30       | 14      | 2          | 14     | 48                | 54               | 44     |
| 1996./97. | 3    | 2. HNL – Istok             | 1.       | 30       | 21      | 5          | 4      | 81                | 22               | 68     |
| 1997./98. | 2    | 2. HNL – Istok             | 3.       | 30       | 20      | 7          | 3      | 65                | 23               | 67     |
| 1998./99. | 2    | 2. HNL                     | 15.      | 36       | 11      | 12         | 13     | 45                | 48               | 45     |
| 1999./00. | 3    | 3. HNL – Istok             | 16.      | 30       | 6       | 6          | 18     | 32                | 72               | 24     |
| 2000./01. | 4    | 1. ŽNL Osječko-baranjska   | 3.       | 30       | 18      | 6          | 6      | 51                | 19               | 60     |
| 2001./02. | 4    | 1. ŽNL – Osječko-baranjska | 2.       | 30       | 20      | 1          | 9      | 61                | 38               | 61     |
| 2002./03. | 4    | 1. ŽNL – Osječko-baranjska | 9.       | 30       | 14      | 2          | 14     | 58                | 51               | 44     |
| 2003./04. | 4    | 1. ŽNL – Osječko-baranjska | 1.       | 30       | 20      | 7          | 3      | 70                | 33               | 67     |
| 2004./05. | 3    | 3. HNL – Istok             | 7.       | 30       | 13      | 5          | 12     | 43                | 39               | 44     |
| 2005./06. | 3    | 3. HNL – Istok             | 1.       | 34       | 23      | 5          | 6      | 70                | 24               | 74     |
| 2006./07. | 3    | 3. HNL – Istok             | 6.       | 34       | 14      | 11         | 9      | 53                | 41               | 53     |
| 2007./08. | 3    | 3. HNL – Istok             | 6.       | 34       | 16      | 3          | 15     | 66                | 54               | 51     |
| 2008./09. | 3    | 3. HNL – Istok             | 15.      | 33       | 10      | 3          | 20     | 37                | 61               | 33     |
| 2009./10. | 3    | 3. HNL – Istok             | 10.      | 34       | 15      | 6          | 13     | 59                | 53               | 51     |
| 2010./11. | 3    | 3. HNL – Istok             | 17.      | 34       | 9       | 4          | 21     | 37                | 82               | 31     |
| 2011./12. | 3    | 3. HNL – Istok             | 13.      | 29       | 8       | 9          | 12     | 30                | 43               | 33     |

## Nastupi u Hrvatskom nogometnom kupu
1992.
- četvrtina finala: NK Croatia – slobodna
- polufinale: Inker Zaprešić – NK Đakovo 5:0
- uzvratna utakmica:NK Croatia – NK Inker Zaprešić 1:2

1992./93.
- šesnaestina finala: NK Croatia – NK Slavonija Požega 2:0
- uzvratna utakmica: NK Slavonija Požega – NK Croatia 4:0

1994./95.
- šesnaestina finala: NK Budućnost Hodošan – NK Croatia 4:1
- uzvratna utakmica:NK Croatia – NK Budućnost Hodošan 3:0
- osmina finala: NK Croatia – NK Zagreb 2:2
- uzvratna utakmica: NK Zagreb – NK Croatia   4:0

1995./96.
- šesnaestina finala:NK Slaven Belupo Koprivnica – NK Croatia 1:0
- uzvratna utakmica: NK Croatia – NK Slaven Belupo Koprivnica  1:0 (4:5 – 11 m)

1996./97.
- šesnaestina finala: Baranja Beli Manastir – NK Croatia 1:2
- osmina finala: NK Varteks Varaždin – NK Croatia 4:0

1997./98.
- šesnaestina finala: NK Slavonija Požega – NK Croatia 1:2
- osmina finala: NK Croatia – NK Varteks Varaždin 0:0 (2:4 – 11 m)

1998./99.
- pretkolo: NK Čakovec – NK Croatia 3:0

2008./09.
- pretkolo: NK Croatia – NK Polet Buševec 1:3

## Uspjesi

### Prvenstvo
- 2. HNL – Istok: – prvak 1996./97.
- 3. HNL – Istok: – prvak 1992./93. i 2005./06.
- 1. ŽNL Osječko-baranjska – prvak 2003./04.

### Kup
- polufinalist Hrvatskog nogometnog kupa 1992.
- pobjednik kupa Slavonije i Baranje 1990./91.

## Poznati igrači
- Jonnie Fedel